# Zinovij Jurjevics Jurjev
Zinovij Jurjevics Jurjev (Зино́вий Ю́рьевич Ю́рьев, Csasnyiki, Vicebszki terület, 1925. július 1. – 2020. június 22.) Aelita-díjas szovjet-orosz sci-fi író és újságíró.

## Élete
1925. július 1-jén született Csasnyikiben (a város Fehéroroszországban található). 1942-től 1946-ig szolgált a szovjet hadseregben. Miután leszerelt, diplomát szerzett a Moszkvai Nyelvi Intézetben, és évekig tanított angol iskolában, ill. egyetemen.

## Magyarul
- Zinovij Jurjevics Jurjev: Alfa és omega / Valentyina Nyikolajevna Zsuravljova: Hóhíd a szakadék fölött. Tudományos fantasztikus regények; ford. Székely Sándor; Móra–Kárpáti, Bp.–Uzsgorod, 1974
- Suhanó álmok; ford. Ferencz Győző; Kossuth, Bp., 1978

## Filmforgatókönyvei
- 1972 – Ötven-ötven
- 1976 – 72 fok alatt
- 1983 – Ez egy ilyen kegyetlen játék – a jégkorong
- 1989 – A tökéletes bűncselekmény

## Díjai
- Aelita-díj (1982)
- Большой Роскон (2007)